# Nationales Museum der luxemburgischen Eisenerzgruben

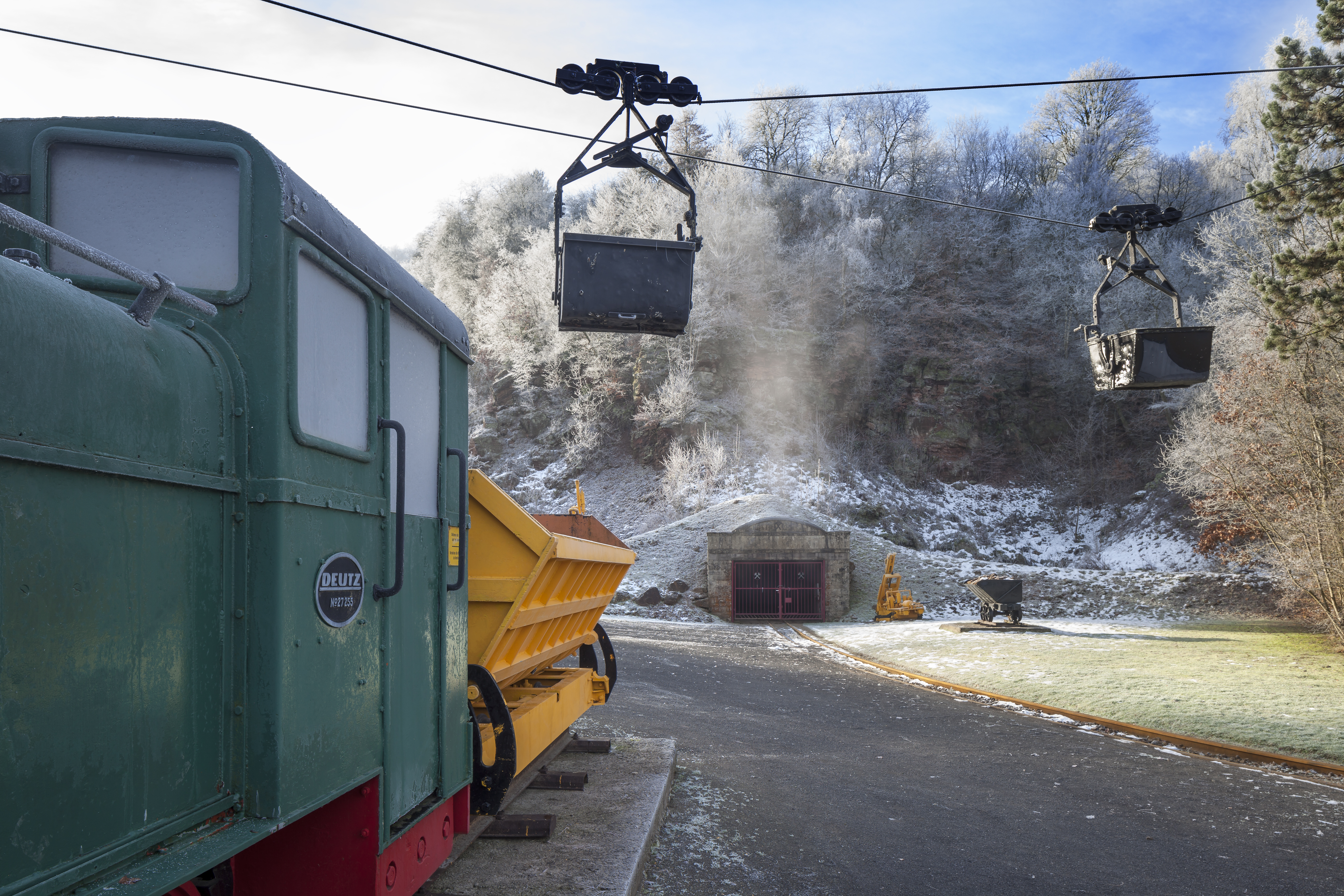
Vor der Grube Walert

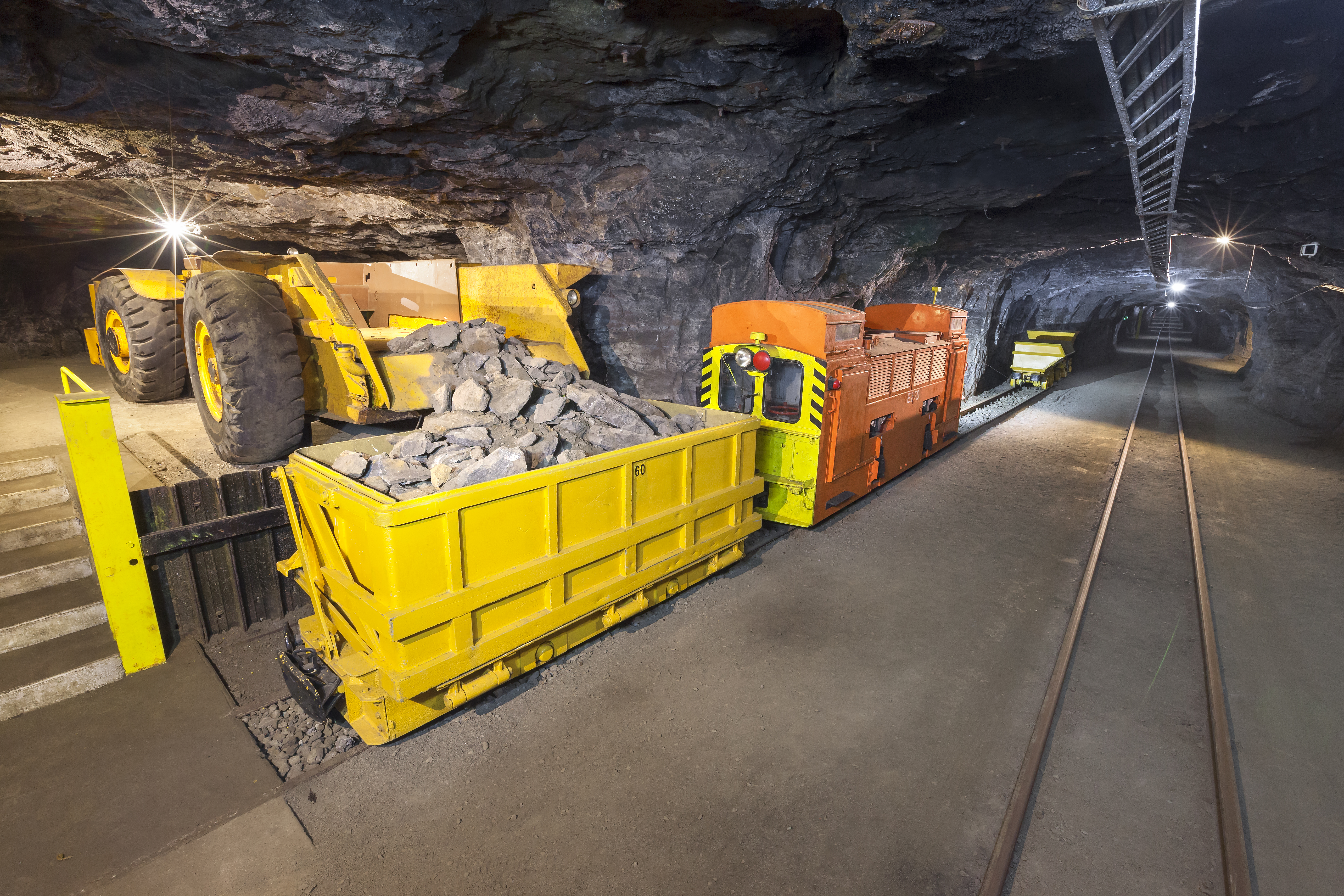
Stollen des Museums

Das Nationale Bergbaumuseum (frz.: Musée National des Mines de Fer Luxembourgeoises, abgekürzt MNM) ist ein luxemburgisches Museum in Rümelingen, das die Eisenerzförderung von der Mitte des 19. Jahrhunderts bis in die 1980er Jahre thematisiert.

## Geschichte
Das Nationale Bergbaumuseum wurde am 4. Mai 1973 durch eine Initiative des Bürgermeisters von Rümelingen, André Zirves, gegründet. Der Verein, der sich mit den Aufbau der Museumsanlagen befasste, bestand hauptsächlich aus früheren Bergleuten.
Das Museum wurde größtenteils in einem Teil der ehemaligen Eisenerzmine Walert, die einst zur Eisenhütte Rodingen gehört hatte, errichtet. Der genutzte Stollen, der sich bis zu 90 m unter der Oberfläche befindet, ist knapp 580 m lang. Im Stollen herrscht das gesamte Jahr über eine konstante Temperatur von 10 °C.
In den Jahren 1996/1997 wurden die ober- und unterirdischen Anlagen des Museums vom Luxemburgischen Staat und der Europäischen Union renoviert und teils beträchtlich ausgebaut. 2002 bekam das Museum zwei neue Zugeinheiten, bestehend aus jeweils einer Zugmaschine und zwei Personenwagen. Diese werden zum Transport der Gäste in den Stollen eingesetzt. Die beiden dieselhydraulischen Lokomotiven wurden nach der Prinzessin Alexandra von Luxemburg und dem Prinzen Sébastien von Luxemburg benannt.
2019 werden 2,5 Millionen Euro in das Gelände des MNM investiert. Einerseits soll damit die Walertmine mit einer Installation für virtuelle und erweiterte Realität ausgestattet werden, andererseits soll die Empfangshalle mit ihren Ausstellungsräumen modernisiert werden.

## Einzelnachweise

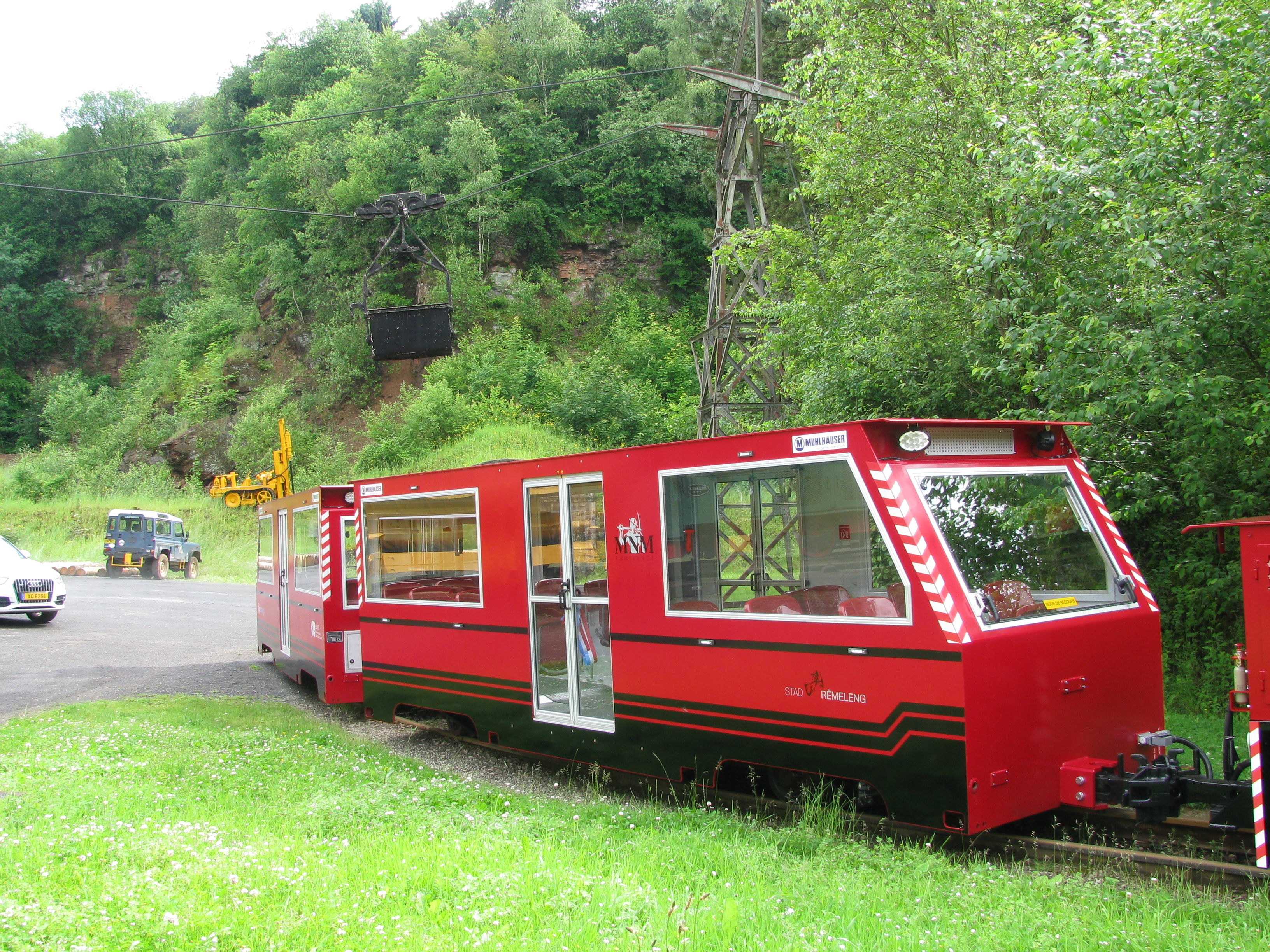
Der neue Grubenzug aus dem Haus Schöma und Mühlhäuser wurde 2016 eingeweiht